# Кубок Росії з футболу серед жінок
Кубок Росії з футболу серед жінок — щорічне змагання для Російських жіночих футбольних клубів, яке проводиться Російським футбольним Союзом (РФС). Розігрується з 1992 року.
У 1991 році відбувся єдиний розіграш Кубку СРСР. Формула проведення різна.
До 2006 року турнір організовувала Асоціація жіночого футболу Росії (АЖФР). З 2006 року, відповідно до договору між РФС та АЖФР, РФС здійснює загальний контроль над проведенням Чемпіонату й кубку Росії з жіночого футболу.

## Результати фінальних матчів
| Кубок СРСР  |                                  |                             |                                                                                                  |                                                                                                  |
| 1991        | «Сибірячка» (Красноярськ)        | «Прометей» (Ленінград)      | 0-0 (дод. час, 3-2 по пенальті) (Богун , Грабельнікова , Яновська — Вороніна , Євдокимович )     | 0-0 (дод. час, 3-2 по пенальті) (Богун , Грабельнікова , Яновська — Вороніна , Євдокимович )     |
| Кубок Росії |                                  |                             |                                                                                                  |                                                                                                  |
| 1992        | «Інтеррос» (Москва)              | «Спартак» (Москва)          | 4-3 (дод. час) (Брильова 39', Хуцішвілі 73', Григор'єва 93', 95' — Шилова 13', Баркова 28', 83') | 4-3 (дод. час) (Брильова 39', Хуцішвілі 73', Григор'єва 93', 95' — Шилова 13', Баркова 28', 83') |
| 1993        | «Енергія» (Воронеж)              | «Текстильник» (Раменське)   | 3-1 (Летюшова 8', Надь 19', Босікова 30' — Полікарпова 53')                                      | 3-1 (Летюшова 8', Надь 19', Босікова 30' — Полікарпова 53')                                      |
| 1994        | ЦСК ВПС (Самара)                 | «Енергія» (Воронеж)         | 3-0 (Єгорова 16', Савіна 24', 52')                                                               | 3-0 (Єгорова 16', Савіна 24', 52')                                                               |
| 1995        | «Енергія» (Воронеж)              | ЦСК ВПС (Самара)            | 4-1 (Босікова 13', 17', Верезубова 45', 70' — Григор'єва 50')                                    | 1-2 (Босікова 89' — Марченко 12', Єгорова 54')                                                   |
| 1996        | «Енергія» (Воронеж)              | ЦСК ВПС (Самара)            | 3-1 (Барбашина 13', 30', 81' — Єгорова 27')                                                      | 4-1 (Лук'янова 37', Барбашина 49', Босікова 64', 79' (пен.) — Кононова 29')                      |
| 1997        | «Енергія» (Воронеж)              | ВДВ (Рязань)                | 2-0 (Барбашина 11', Костраба 63')                                                                | 1-1 (Барбашина 55' — Зінченко 49')                                                               |
| 1998        | ВДВ (Рязань)                     | «Енергія» (Воронеж)         | 1-3 (Дікарьова 25', Барбашина 70' (авт.), Босікова 86' — Летюшова 14'                            | +:- (3-0)                                                                                        |
| 1999        | «Енергія» (Воронеж)              | ВДВ (Рязань)                | 0-0                                                                                              | 1-0 (Кононова)                                                                                   |
| 2000        | «Енергія XXI століття» (Воронеж) | «Рязань-ТНК»                | 4-3 (Струкова-2, Босікова, Денщик — Барбашина-2, Цуркан)                                         | 1-1 (Бозікова — Верезубова)                                                                      |
| 2001        | «Енергія XXI століття» (Воронеж) | «Рязань-ТНК»                | 1-2 (Босікова — Шмачкова, Летюшова)                                                              | 2-0 (Михайлова, Петряєва)                                                                        |
| 2002        | «Лада» (Тольятті)                | ЦСК ВВС (Самара)            | +:- (3-0)                                                                                        | +:- (3-0)                                                                                        |
| 2003        | «Лада» (Тольятті)                | «Енергія» (Воронеж)         | 0-1 (Саєнко 55' (пен.)                                                                           | 2-1 (Барбашина 30', 90' — Степаненко 90+2')                                                      |
| 2004        | «Лада» (Тольятті)                | «Росіянка» (Красноармейськ) | 1-1 (Савченкова 21' — Морозова 90+2')                                                            | 5-2 (Воскресенська 28', 78', Барбашина 30', 31', Савіна 38' — Летюшова 8' (пен.), 53')           |
| 2005        | «Росіянка» (Красноармейськ)      | «Спартак» (Москва)          | 2-1 (Барбашина, Дьячкова — Васильєва)                                                            | 2-1 (Барбашина, Дьячкова — Васильєва)                                                            |
| 2006        | «Росіянка» (Красноармейськ)      | «Спартак» (Москва)          | +:- (3-0)                                                                                        | 1-1 (Барбашина 45' — Рабах 45')                                                                  |
| 2007        | «Зірка-2005» (Перм)              | «Росіянка» (Красноармейськ) | 2-1 (Савченкова 58', Курочкіна 66' — Морозова 56')                                               | 0-0                                                                                              |
| 2008        | «Росіянка» (Красноармейськ)      | «Зірка-2005» (Перм)         | 1-0 (Скотнікова 17')                                                                             | 1-0 (Скотнікова 17')                                                                             |
| 2009        | «Росіянка» (Красноармейськ)      | «Зірка-2005» (Перм)         | 3-1 (Скотнікова 11', 33', Огбіагбева 37' — Апанащенко 79')                                       | 3-1 (Скотнікова 11', 33', Огбіагбева 37' — Апанащенко 79')                                       |
| 2010        | «Росіянка» (Красноармейськ)      | «Енергія» (Воронеж)         | 2-1 (Скотнікова 71', Огбіагбева 88' — Терехова 66')                                              | 2-1 (Скотнікова 71', Огбіагбева 88' — Терехова 66')                                              |
| 2011/12     | «Зірка-2005» (Перм)              | «Зоркий» (Красногорськ)     | 2-1 (Дьячкова 45' (пен.), Савченкова 56' — Морозова 79')                                         | 2-1 (Дьячкова 45' (пен.), Савченкова 56' — Морозова 79')                                         |
| 2013        | «Зірка-2005» (Перм)              | «ЦСП Ізмайлово» (Москва)    | 2:1 д.ч. (Сидоровська 21', Алексанян 113' — Суслова 34')                                         | 2:1 д.ч. (Сидоровська 21', Алексанян 113' — Суслова 34')                                         |
| 2014        | «Рязань-ВДВ»                     | «Кубаночка» (Краснодар)     | 5:0 (Тєрєхова 18', Пекур 33', Петрова 53', Данілова 58', 62')                                    | 5:0 (Тєрєхова 18', Пекур 33', Петрова 53', Данілова 58', 62')                                    |
| 2015        | «Зірка-2005» (Перм)              | «Кубаночка» (Краснодар)     | 1:0 (Самойлова 90' (аг)                                                                          | 1:0 (Самойлова 90' (аг)                                                                          |
| 2016        | «Зірка-2005» (Перм)              | «Кубаночка» (Краснодар)     | 5:2 (Апанащенко 10' (пен.), 23', 42', Касаткіна 28', Курочкіна 59' — Костарєва 60', Чуб 89')     | 5:2 (Апанащенко 10' (пен.), 23', 42', Касаткіна 28', Курочкіна 59' — Костарєва 60', Чуб 89')     |
| 2017        | ЦСКА (Москва)                    | «Чертаново» (Москва)        | 1:0 (Кожнікова 6')                                                                               | 1:0 (Кожнікова 6')                                                                               |
| 2018        | «Зірка-2005» (Перм)              | «Рязань-ВДВ»                | 1:0 (Курочкіна 21')                                                                              | 1:0 (Курочкіна 21')                                                                              |
| 2019        | «Зірка-2005» (Перм)              | «Рязань-ВДВ»                | 2:0 (Берендєєва 51', Козиренко 76')                                                              | 2:0 (Берендєєва 51', Козиренко 76')                                                              |

 — неявка на матч-відповідь в зв'язку з дискваліфікацією 5 гравців основного складу «Енергії XXI століття» (Воронеж) в першому матчі Кубка
 — через участь трьох гравців «Лади» в складі збірної Росії на неофіційному комерційному турнірі NIKE у США, були перенесені терміни проведення фінальних матчів Кубка Росії. Нові терміни не убудовувалися в концепцію підготовки ЦСК ВВС до офіційних матчів 1/4 фіналу Кубка УЄФА з Arsenal Ladies (Англія). АЖФР не відповіла на питання керівництва ЦСК ВВС: «Чому на прохання клубу перенести останній матч чемпіонату Росії на 1 день вперед через участь у відбірковому турі Кубку УЄФА АЖФР відповіла відмовою, але через місяць на прохання «Лади» перенесла терміни проведення фіналу Кубка Росії ?» ЦСК ВПС відмовився брати участь у фіналі
 — основний час матчу закінчився з рахунком 2-2 (Спартак: Шмачкова (авт), Сочнєва — Росіянка: Барбашина, Фоміна (авт.)), але «Спартаку» було зараховано технічну поразку, через участь в матчі додаткового іноземного гравця.

## Досягнення клубів
без урахування післяматчевих пенальті
з урахуванням технічних перемог і поразок з рахунком 3-0
| Клуб                         | Матчі | Перемоги | Нічиї | Поразки | М'ячі | Переможець | Роки                                        | Фіналіст | Роки                               |
| ---------------------------- | ----- | -------- | ----- | ------- | ----- | ---------- | ------------------------------------------- | -------- | ---------------------------------- |
| «Енергія» (Воронеж)          | 19    | 10       | 3     | 6       | 33-24 | 7          | 1993, 1995, 1996, 1997, 1999, 2000, 2001    | 4        | 1994, 1998, 2003, 2010             |
| «Зірка-2005» (Перм)          | 10    | 7        | 1     | 2       | 16-9  | 7          | 2007, 2011/12, 2013, 2015, 2016, 2018, 2019 | 2        | 2008, 2009                         |
| «Росіянка» (Хімки)           | 10    | 5        | 3     | 2       | 16-12 | 5          | 2005, 2006, 2008, 2009, 2010                | 2        | 2004, 2007                         |
| «Лада» (Тольятті)            | 6     | 4        | 1     | 1       | 14-5  | 3          | 2002, 2003, 2004                            | -        | -                                  |
| «Рязань-ВДВ» (Рязань)        | 13    | 3        | 3     | 7       | 16-18 | 2          | 1998, 2014                                  | 6        | 1997, 1999, 2000, 2001, 2018, 2019 |
| ЦСК ВПС (Самара)             | 7     | 2        | 0     | 5       | 8-18  | 1          | 1994                                        | 3        | 1995, 1996, 2002                   |
| «Інтеррос» (Москва)          | 1     | 1        | 0     | 0       | 4-3   | 1          | 1992                                        | -        | -                                  |
| ЦСКА (Москва)                | 1     | 1        | 0     | 0       | 1-0   | 1          | 2017                                        | -        | -                                  |
| «Сибірячка» (Красноярськ)    | 1     | 0        | 1     | 0       | 0-0   | 1          | 1991                                        | -        | -                                  |
| «Спартак» (Москва)           | 4     | 0        | 1     | 3       | 5-10  | -          | -                                           | 3        | 1992, 2005, 2006                   |
| «Кубаночка» (Краснодар)      | 3     | 0        | 0     | 3       | 2-11  | -          | -                                           | 3        | 2014, 2015, 2016                   |
| «Прометей» (Санкт-Петербург) | 1     | 0        | 1     | 0       | 0-0   | -          | -                                           | 1        | 1991                               |
| «ЦСП Ізмайлово» (Москва)     | 1     | 0        | 0     | 1       | 1-2   | -          | -                                           | 1        | 2013                               |
| «Зоркий» (Красногорськ)      | 1     | 0        | 0     | 1       | 1-2   | -          | -                                           | 1        | 2011/12                            |
| «Чертаново» (Москва)         | 1     | 0        | 0     | 1       | 0-1   | -          | -                                           | 1        | 2017                               |
| «Текстильник» (Раменське)    | 1     | 0        | 0     | 1       | 1-3   | -          | -                                           | 1        | 1993                               |

## Найкращі бомбардири та автори автоголів
без урахування м'ячів забитих у серіях післяматчевих пенальті й м'ячів забитих в анульованих матчах
| Гравець                   | М'ячі |
| ------------------------- | ----- |
| Наталія Барбашина         | 14    |
| Надія Босікова            | 10    |
| Ольга Летюшова            | 5     |
| Дарина Апанащенко         | 4     |
| Тетяна Скотнікова         | 4     |
| Тетяна Верезубова         | 3     |
| Ірина Григор'єва          | 3     |
| Тетяна Єгорова            | 3     |
| Олеся Курочкіна           | 3     |
| Олена Морозова            | 3     |
| Лариса Савіна             | 3     |
| Валентина Савченкова      | 3     |
| Валентина Баркова         | 2     |
| Ірина Воскресенська       | 2     |
| Олена Данілова            | 2     |
| Марія Дьячкова            | 2     |
| Олена Кононова            | 2     |
| Олега Тєрєхова            | 2     |
| Марина Саєнко (Дікарьова) | 2     |
| Віра Струкова             | 2     |
| Емуеє Огбіагбева          | 2     |

| Гравець                   | М'ячі |
| ------------------------- | ----- |
| Крістіне Алексанян        | 1     |
| Марія Брильова            | 1     |
| Лілія Васильєва           | 1     |
| Олена Денщик              | 1     |
| Наталія Зінченко          | 1     |
| Ольга Касаткіна           | 1     |
| Анна Кожнікова            | 1     |
| Олена Костарьова          | 1     |
| Анна Костраба             | 1     |
| Жанна Лук'янова           | 1     |
| Надія Марченко            | 1     |
| Олена Михайлова           | 1     |
| Ольга Надь                | 1     |
| Людмила Пекур             | 1     |
| Ольга Петрова             | 1     |
| Ірина Петряєва            | 1     |
| Лариса Полікарпова        | 1     |
| / Ліна Рабах              | 1     |
| Алла Сидоровська (Рогова) | 1     |
| Катерина Степаненко       | 1     |
| Олена Суслова             | 1     |
| Майя Хуцішвілі            | 1     |
| Олена Цуркан              | 1     |
| Яна Чуб                   | 1     |
| Лілія Шилова              | 1     |
| Оксана Шмачкова           | 1     |

| Гравець           | Автоголи | Примітки                    |
| ----------------- | -------- | --------------------------- |
| Наталія Барбашина | 1        |                             |
| Еліна Самойлова   | 1        |                             |
| Олена Фоміна      | 1        | результат матчу анульований |
| Оксана Шмачкова   | 1        | результат матчу анульований |

## Найкращі бомбардири розіграшів по рокам
без урахування м'ячів забитих у серіях післяматчевих пенальті та м'ячів забитих в анульованих матчах

в разі рівності голів, зазначений гравець забив більше м'ячів на вищій стадії турніру
| Рік     | Гравець                           | Клуб                                     | М'ячів |
| ------- | --------------------------------- | ---------------------------------------- | ------ |
| 1992    | Лариса Полікарпова                | «Текстильник» (Раменське)                | 6      |
| 1993    | Олена Кононова                    | «Русь» (Москва)                          | 5      |
| 1994    | Лариса Савіна                     | ЦСК ВПС (Самара)                         | 3      |
| 1995    | Надія Босікова                    | «Енергія» (Воронеж)                      | 7      |
| 1996    | Надія Босикова                    | «Енергія» (Воронеж)                      | 7      |
| 1997    | Наталія Барбашина                 | «Енергія» (Воронеж)                      | 5      |
| 1998    | Ольга Летюшова                    | ВДВ (Рязань)                             | 4      |
| 1999    | Олена Кононова                    | «Енергія-XXI століття» (Воронеж)         | 4      |
| 2000    |                                   |                                          |        |
| 2001    |                                   |                                          |        |
| 2002    |                                   |                                          |        |
| 2003    |                                   |                                          |        |
| 2004    | Ольга Летюшова                    | «Росіянка» (Московська область)          | 9      |
| 2005    | Ольга Летюшова                    | «Росіянка» (Московська область)          | 5      |
| 2006    | Ольга Летюшова                    | «Росіянка» (Московська область)          | 6      |
| 2007    | Ольга Петрова                     | «Росіянка» (Московська область)          | 9      |
| 2008    | Катерина Сочнєва                  | «ШВСМ Ізмайлово» (Москва)                | 5      |
| 2009    | Надія Босікова                    | «Енергія» (Воронеж)                      | 6      |
| 2010    | Емуедже Огбіагбева                | «Росіянка» (Московська область)          | 5      |
| 2011/12 | Олена Морозова                    | «Зоркий» (Красногорськ)                  | 4      |
| 2013    | Олеся Курочкіна                   | «ЦСП Ізмайлово» (Москва)                 | 5      |
| 2014    | Олена Данілова                    | «Рязань-ВДВ» (Рязань)                    | 4      |
| 2015    | Ксенія Гагаріна                   | «Торпедо» (Іжевськ)                      | 5      |
| 2016    | Дарина Апанащенко                 | «Зірка-2005» (Перм)                      | 5      |
| 2017    | 3 гравчині                        |                                          | 4      |
| 2018    | Нелі Коровкіна Катерина Пантюхіна | «Чертаново» (Москва) «Зірка-2005» (Перм) | 7      |
| 2019    |                                   |                                          |        |

| Рахунок | Кількість | Роки                                        |
| ------- | --------- | ------------------------------------------- |
| 5:2     | 2         | 2004, 2016                                  |
| 5:0     | 1         | 2014                                        |
| 4:3     | 2         | 1992, 2000                                  |
| 4:1     | 2         | 1995, 1996                                  |
| 3:1     | 4         | 1993, 1996, 1998, 2009                      |
| 3:0     | 1         | 1994                                        |
| 2:1     | 7         | 1995, 2003, 2005, 2007, 2010, 2011/12, 2013 |
| 2:0     | 2         | 1997, 2019                                  |
| 1:1     | 4         | 1997, 2000, 2004, 2006                      |
| 1:0     | 6         | 1999, 2003, 2008, 2015, 2017, 2018          |
| 0:0     | 3         | 1991, 1999, 2007                            |
| +:-     | 3         | 1998, 2002, 2006                            |

| Сезон | Раунд | Рахунок | Матч                                                |
| ----- | ----- | ------- | --------------------------------------------------- |
| 2009  | 1/8   | 25-0    | «Рязань-ВДВ» (Рязань) — «ДержУніверситет» (Іваново) |
| 2017  | 1/8   | 0-18    | ДЮСШ № 13 (Ярославль) — «Чертаново» (Москва)        |
| 1992  | 1/16  | 17-0    | «Русь» (Москва) — «Університет» (Москва)            |
| 2006  | 1/16  | 0-16    | «Аннєнкі» (Калуга) — «Калуга» (Ногінськ)            |
| 2007  | 1/8   | 0-15    | «Дана» (Москва) — «Росіянка» (Московська область)   |